# Velander från Småland
Velander är namnet på en släkt från Småland. 
Gästgivaren och lanthandlaren i Kråksmåla Johan Fredrik Welander (1816–1881) var far till Edvard Velander (1849–1894) som blev provinsialläkare i Jönköping och far till bland andra läkaren Frans Velander och ingenjören Edy Velander. Efter att ha blivit änkling 1891 gifte han sig med Jenny Richter, sedermera känd som läromedelsförfattaren Jenny Velander.

## Kända medlemmar (stamtavla)
- Edvard Velander (1849–1894), provinsialläkare, gift med 1) Welly Miltopée (1852–1891), 2) läromedelsförfattaren Jenny Velander (1866–1938)
  - Frans Velander (1883–1962), psykiater
    - Börje Velander (1918–1973), gift med Ella Tengbom-Velander, advokat, politiker

  - Edy Velander (1894–1961), civilingenjör, professor
    - Maikki Lindh (1921–2012), gift med Sten Lindh, diplomat, industriman
    - Meta Velander (född 1924), skådespelare, gift med Ingvar Kjellson, skådespelare